# Harry Elsas
Heinz Hugo Erich Elsas mais conhecido pelo seu nome artístico Harry Elsas (Stuttgart, 28 de julho de 1925 — Tremembé, 12 de maio de 1994) foi um muralista, gravador, desenhista e pintor alemão radicado no Brasil. Filho do advogado,escritor e professor universitário Hans Gustav Elsas, conhecido pelo nome artístico José Antônio Benton, mudou-se para o Brasil em 1936 com sua família  fugindo da ascensão de Hitler na Alemanha, indo então morar em São Paulo. Em 1945, orientado por Lasar Segall, realizou sua primeira mostra individual, no Ministério da Educação e Cultura (MEC), no Rio de Janeiro. De 1946 a 1953 residiu no Nordeste, tendo sido fortemente influenciado pela cultura da região. De 1956 a 1970 viveu no Rio de Janeiro. Neste período casou-se com a professora de educação física Cacilda Denise Elsas, com quem teve dois filhos: a artista plástica Therezia Elsas e o empresário Claudio Henrique Elsas.
A partir de 1970 fixou-se em São Paulo, onde executou murais para o Banco Safra, em 1971, e Banco Cidade de São Paulo, em 1976.
Realizou várias exposições individuais no Brasil e no extrerior.

## Cronologia
1945 - Rio de Janeiro - Primeira individual, no MEC
1955 - São Paulo SP - Individual, no MAM / SP 
1962 - Nova York Estados Unidos - Individual, na Columbia Broadcasting System
1964 - Rio de Janeiro RJ - Individual, no Copacabana Palace
1967 - Nova York Estados Unidos - Individual, na Chelsea Art Galleries
1967 - São Paulo SP - Harry Elsas, na Galeria Astréia
1970 - Nova York Estados Unidos - Individual, na House Gallery
1971 - Chicago Estados Unidos - Individual, no Continental Bank 
1971 e 1976 - São Paulo SP - Executa murais para o Banco Safra 1971 e Banco Cidade de São Paulo 1976 
1972 - São Paulo SP - Individual, na Chelsea Galeria de Arte 
1982 - São Paulo SP - Individual, na Galeria Grossman
1986 - Rio de Janeiro RJ - Harry Elsas, na Copacabana Palace 
1993 - São Paulo SP - Harry Elsas, na Galeria Pró Arte

## Críticas
"É certo que há uma linguagem atrás da própria linguagem de Harry Elsas. Ela não se esgota na sua primeira visualidade. O que é, na verdade, uma das condições essenciais da arte. Este encobrimento, a realidade dentro da realidade, a capacidade de apresentar o mundo visível e de tornar visível o mundo não percebido, é o que dá a profundidade psicológica destas imagens. Há elementos que são inteiramente percebíveis. A extraordinária qualidade pictórica, a luminosidade de suas cores, a surpreendente luminosidade destas cores inabituais, o uso de um cromatismo primitivo, a semelhança dos primitivos flamengos. A composição hierática das figuras, a sua exata colocação na tela, o rigor de sua marcação. Isto lembra a Renascença. A dramaticidade de seus personagens, a sua imersão na miséria e na injustiça, a sua decreptitude, tudo isto liga o seu trabalho ao expressionismo. Estas as suas grandes qualidades e marcas desta pintura. O primitivo flamengo, a centralidade humana da renascença, a tragédia expressionista, a limpeza do desenho, a luminosidade das cores, a qualidade geral do seu fazer. E a segunda marca, a mensagem subjacente, a linguagem que se esconde atrás da linguagem aparente, o que está por trás da primeira visualidade. É a capacidade do artista de tornar os seus personagens e as suas cenas situações símbolos da tragédia humana. "
Jacob Klintowitz
HARRY Elsas: óleos sobre tela. Apresentação de Jacob Klintowitz. São Paulo: Galeria Grossman, 1982.
"Sua arte procura sempre a conciliação da temática popular com a forma requintada de representá-la. Esse requinte se encontra na sutileza das cores e no equilíbrio das composições. Harry Elsas, em sua pintura, não foge do grotesco ou do tragicômico para revelar a vida cotidiana dos seres humildes em sua atmosfera de pobreza quase angustiante. O realismo das imagens - que associa a um clima expressionista - é sempre posto a serviço de retirantes, palhaços de tristes circos, velhos de caras enrugadas e agressivas, deformadas pelo tempo e a miséria. (...) Seu desenho minucioso constrói o relevo das figuras, acentuando os detalhes de sua insólita feiúra. Elsas procura transformar o feio numa expressão de beleza moral. Seu ´métier´ foi aperfeiçoado pelo constante estudo de composições que geometrizam as superfícies e contêm as cores, limitando seus valores tonais. E essas cores rebaixadas brilham em amarelos e vermelhos que iluminam as telas. "
Flávio de Aquino
HARRY Elsas: óleos sobre tela. Apresentação de Jacob Klintowitz. São Paulo: Galeria Grossman, 1982.

## Exposições Póstumas
2001 - São Paulo SP - Figuras e Faces, na A Galeria